# 世界で一番、俺が◯◯
『世界で一番、俺が○○』（せかいでいちばん、おれがまるまる The three magi are still on a journey）は、水城せとなによる日本の漫画作品。『イブニング』（講談社）にて、2016年14号より連載されている。同誌2020年7号掲載時に「当分の間休載」と告知されたが、以降連載は再開されることなく同誌が2023年6号をもって休刊。略称は「セカオレ」。作者の水城にとって、青年誌初登場であり初の連載作品である。

## あらすじ
柊吾・アッシュ・たろの幼馴染3人は週末、いつものカフェで、いつものようにコーヒーを飲みながらだらだらとおしゃべりをしていた。それぞれが我が身の不幸を嘆き始めると、そこへ一人の美女が現れる。彼女は『エージェント773号』と名乗り、「一番不幸なのは誰なのか競いませんか」と持ち掛ける。一番になるとどんな願いも叶えられるとの言葉に始めは信じられなかった3人だったが、デモンストレーションと称し773号（ナナミ）は超常現象を見せる。3人以外の全ての動きが止まったのを見て呆然とする彼らに、ナナミはゲームへの参加を促す。

## 登場人物

### ゲーム対象者
高瀬柊吾（たかせ しゅうご）-対象者A
外資系金融企業G&Mに勤める28歳。幼少期に両親含む家族を不幸で失った。6歳の時に商店街で起こった通り魔事件に巻き込まれ母と弟が犠牲となり、10歳の時には父が叔父の連帯保証人として2億円の負債を背負わされた末、直後に起こった実家の火災によって父が他界（いずれも柊吾自身は軽傷）。その経験から「人は人のものを奪う、信用できるものはとても少ない」と人間不信気味であり、アッシュとたろも「この三人の中で唯一地獄を経験している」と口を揃える。金を稼げば自身を守れると考えて努力を払ってきたものの、逆に敵が増える一方で今や恐怖しかないと感じており、漠然とではあるが外敵のいない平穏な人生を望んでいる。
山森啓太（アッシュ：やまもり けいた）-対象者B
無職でニートの28歳。母・姉との3人暮らし。中学1年生時に染髪した際の色がアッシュカラーであったことからそのまま『アッシュ』とあだ名がついた。自他共に認めるイケメンで弁も立ち人に好かれる術を心得ている、いわゆる要領のいい人間だがそれを世渡りに利用するほどの野心や器量はなく、職に就いても仕事を継続する動機付けの段階で葛藤し、ぶん投げてしまう事を繰り返している。かっこいい特別な人間に見られたいなどといった漠然とした欲求はあるものの、その為の努力を払う様子が見られないことから、ナナミからは低く見られている。
小山小太郎（たろ：こやま こたろう）-対象者C
アニメ制作会社に勤務する28歳。薄給（完全歩合制で諸手当等一切なし、月5～6万円程度）という事情から実家暮らし。容姿・性格・頭脳などとりわけ特徴的な要素はなく、人畜無害。アッシュと柊吾にとっての癒し系的存在。昔から低身長にコンプレックスを持っており、名前の上下に「小」がつくという繋がりから更に気にするようになったことから、アッシュと柊吾から『たろ』と呼ばれるようになった。

### エージェント
エージェント773号（ナナミ）
セカイに所属する女性。ゲーム参加者の3人からは語呂合わせで『ナナミ』と呼ばれる。人間の不幸について実例データを収集するという目的のため、3人に近づく。コーヒーを好み、柊吾にとある取引を持ち掛けられた際に一度断るも、最初に提示した条件に加えてエスプレッソマシン（柊吾所有）を自由に使っていいと言われるとあっさりと取引を承諾した。好きな曲は『情熱の薔薇』で、物語冒頭に口ずさんでいる描写がある。
エージェント441号（ヨシヒト）
セカイに所属する男性。ゲーム参加者の中ではアッシュのみが接触している、三人で繰り広げているゲームとは無関係のエージェント。アッシュからは『ヨシヒト』と呼ばれる。ゲームを動かす事が人間関係の破壊につながる、と躊躇するアッシュに「現状は維持できない」と行動を促し、ゲームを動かす決意をさせる。アイスクリームを好み、とりわけアッシュらがゲームを繰り広げている「現代」のアイスが気に入っているようで、アッシュと出会う前からちょくちょく（自分の担当である）別の時代から寄り道がてら来ていた模様。

### その他登場人物
除村文香（よけむら ふみか）
たろの勤務先の近くにある弁当屋で働いている25歳の女性。たろが想いを寄せている人物で、度々文香の接客目当てに弁当を買いに行っているため、常連客としてたろの事は認知している。かつて勤務していた会社で上司からセクハラを受け、泣き寝入りの末に退社、一時期引きこもりとなった過去を持つ。
吉行篤（よしゆき あつし）
柊吾の同僚。性格は軽い。
鹿野陽子（かの ようこ）
柊吾の勤務先に所属する33歳の女性派遣社員。巨乳。職場で結婚相手を物色している。ターゲットがことごとく結婚にこぎつけてしまったため柊吾に狙いを定めるも、柊吾の”彼女役”として同伴したナナミに圧倒され、完全に脈がないと悟る。
恩田（おんだ）
柊吾の直属の部下と思われる人物。G&Mには中途入社。後に、以前にG&Mをクビになった原（柊吾に首を切られたと思い込んでいる）が所属するライバル企業『トライフレックス』に再就職した。再就職後も鹿野と繋がりがある。
小山小雪（こやま こゆき）
たろの妹。結婚を考えている男性がいる。薄給で実家暮らしのたろを頼りなく思っており、たろにきつく当たる事が多い。
柊吾の祖母
柊吾が時折回想する人物で、故人。両親を失った柊吾を親代わりに育て、柊吾の作る敵の分布図内では「頭の良い最高の味方」と表されている。最期は柊吾に家を遺せた事を安堵しながら逝った。

## 作風
ダ・ヴィンチWebによると、作者の水城は「これまで「恋愛」を通じて他者や世界との関係の変化の過程を描いてきた」が、本作では「「自分を変える」ことを通じて他者や世界との関係が変わっていく怖さ」を描いている。雨野裾によると、柊吾、アッシュ、たろの3人のキャラクターがよく、「「誰が一番不幸なのかを決める」という設定も面白い」という。3人は漫画の登場人物にあるような「個性」を持つが、「生活や心情には、フィクションの世界とは思えないリアリティ」があり、「なぜか親近感を持てる」ため、「親近感」が水城の「作品が面白い理由の一つかもしれない」と話している。
『イブニング』では「ギリギリの人間関係をキレキレのセリフで描く」と紹介されている。

## 評価
はるな檸檬は、本作は先の展開がつかず、予想が裏切られる怒涛の展開で「おもしろい」と評している。

## 書誌情報
- 水城せとな『世界で一番、俺が○○』講談社〈イブニングKC〉、既刊8巻（2020年4月23日現在）
  1. 2016年11月22日発行（同日発売[10][2]）、ISBN 978-4-06-354644-6
  2. 2017年4月21日発行（同日発売[11]）、ISBN 978-4-06-354665-1
  3. 2017年8月23日発行（同日発売[12]）、ISBN 978-4-06-354686-6
  4. 2018年2月23日発行（同日発売[13]）、ISBN 978-4-06-510983-0
  5. 2018年7月23日発行（同日発売[14]）、ISBN 978-4-06-512074-3
  6. 2018年12月21日発行（同日発売[15]）、ISBN 978-4-06-513932-5
  7. 2019年8月23日発行（同日発売[16]）、ISBN 978-4-06-516749-6
  8. 2020年4月23日発行（同日発売[17]）、ISBN 978-4-06-519087-6